# آرش (قناصة)
قناص آرش (بالفارسية: تفنگ تک‌تیرانداز آرش) هي قناصة إيرانية الصنع، مضادة للمروحيات ويمكن استخدامها أيضاً ضد الافراد والمشاة والمدرعات، ويبلغ طولها " 180" سنتيمتراً، وبوزن يتراوح بين "18" إلى "20" كيلو غراماً، كما أنها مجهزة للاستخدام من على منصة لدقة اصابتها الهدف.
وتعتبر هذه القناصة نصف آلية من عيار "20" ملم، ولها مخزن يتسع لأربع مقدوفات ويتراوح مداها العملاني القاتل بين "2000" إلى "2200" متراً كما أنها مزودة بمنظار اوبتيكال دقيق. هذا السلاح المصنع محلياً في إيران تصنع منهُ دولة أفريقيا الجنوبية، ولكن بنوع التلقيم اليدوي ويبلغ سعر البندقية الواحدة "15000" ألف دولار، فيما كلفة إنتاج السلاح الإيراني تعتبر اقل كلفة بكثير من النوع الأفريقي وأكثر تطوراً. يُذكَر ان صناعة سلاح القنّاص في الجمهورية الإسلامية في إيران بلغت مراحل متطورة جداً في التصميم والإنتاج خلال السنوات الأخيرة، حيث تم تسليم طرازات متنوعة من هذه القنّاصات إلى مختلف صنوف القوات المسلحة الإيرانية. وفي هذا الصدد يمكن الإشارة إلى قنّاصات (صیاد وباهر وشاهر وتك تاب وآرش) التي تم إنتاجها خلال السنوات الأخيرة وهي الآن قيد الخدمة.

قناص آرش المضاد للمروحيات والمدرعات والأفراد

## كشف النقاب
تم كشف النقاب عن قناصة آرش في مناورات الرسول الأعظم التاسعة للحرس الثوري الإيراني في مضيق هرمز والخليج العربي جنوب البلاد، جنباً إلى جنب مع سلسلة من الصواريخ والزوارق السريعة والبوارج قاذفات الصواريخ والروبوتات الحربية.
وتعتبر هذه المناورات التي انطلقت صباح الأربعاء وانتهت يوم الجمعة من المناورات الكبرى التي يقوم بها الحرس الثوري الإيراني، والتي تشارك فيها عشر فرق عسكرية وبمختلف صنوفها القتالية والمدفعية والمجوقلة والدروع والمغاوير والقوات الخاصة وبمختلف أنواع الاسلحة وبايعاز من القائد العام للحرس الثوري الإيراني اللواء محمد علي جعفري. وان الهدف من هذه المناورات تقويم جاهزية القوات الإيرانية في مواجهة التحديات التي تعترض الجمهورية الإسلامية الإيرانية بحسب قول قائد سلاح البحر في الحرس الثوري الأدميرال علي فدوي.

## الخصائص
ان الاسلحة القناصة بعيار ثقيل تعتبر اسلحة مؤثرة وحاسمة في ساحات القتال الارضي وفي هذا الصدد فقد تم تصميم وتصنيع هذه القناصة من قبل القوات المسلحة الإيرانية. والتي تم عرضها في معرض معدات القوة البرية للحرس الثوري الإيراني.
وتعتبر قناصة آرش في الحقيقة مدفع قناص وهو السلاح الأكثر فاعلية وتأثيراً والمصنع في الاساس لمواجهة المروحيات المعادية، ويمكن استخدامهُ أيضاً ضد الاهداف الأرضية والمدرعة والخنادق.

ويبلغ طول قناصة آرش "180" سنتيمتراً، ويتراوح وزنها بين "18" إلى "20" كيلو غراماً، كما أنها مجهزة للاستخدام من على منصة لدقة اصابتها الهدف.
ان آرش هي قناصة نصف آلية من عيار "20" ملم تُحمل على الكتف، ولها مخزن يتسع لأربع مقدوفات ويتراوح مداها العملاني القاتل مابين "2000" إلى "2200" متراً، كما أنها مزودة بمنظار اوبتيكال دقيق.

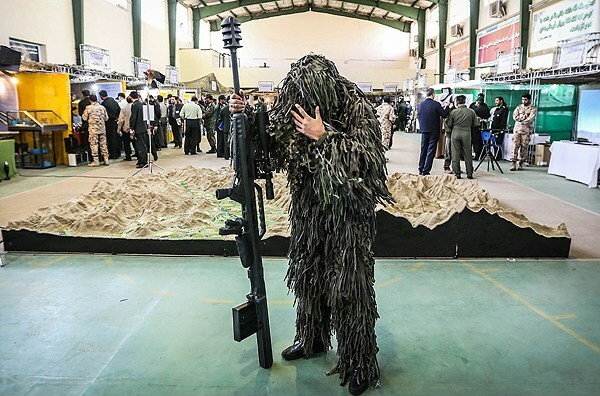
قناص آرش المضاد للمروحيات بأحد معارض الحرس الثوري المخصصة للمعدات العسكرية الجديدة سنة 2014م

## الاستخدام الخارجي
العراق: اكدت مصادر عربية وغربية ان تنظيم الخراساني التابع لقوات الحشد الشعبي، بالإضافة إلى الحشد الشعبي نفسهُ، استخدموا اسلحة إيرانية الصنع بمافي ذلك قناص آرش ضد المروحيات، كما أن هناك صوراً تُظهر شباباً في هذه السرايا يستخدمون اسلحة مختلفة مثل رشاشات الكلاشنكوف وقناصات الدراغانوف، وRPG بنوعيه "107" و"7"، ورشاشات M-16 أيضاً، بعض هذه الصور تَعرض بوضوح استخدام افراد السرايا للأسلحة الإيرانية المتقدمة بمافي ذلك قناص آرش القوي.
 لبنان: نشر التلفزيون الإيراني على موقعهِ الإلكتروني أشرطة فيديو لقناصين من  حزب الله وهم يقتلون عناصر من تنظيم الدولة واحداً واحداً.
ويمكن في هذا الفيديو مشاهدة قناصو حزب الله اللبناني يتحدثون بالعربية، واحد القناصين يثبت عدسة بندقيتهِ على النظام الحراري ثم يصفّي اعدائه.
ومن جهة أخرى فقد قدمت وكالة انباء مقربة من الحرس الثوري الإيراني تفاصيل توضح ان فرق كوماندو حزب الله استخدمت سلاح حرب من عيار"20" ملم صُنعَ في إيران ويطلق عليه اسم آرش.

## معرض الصور

قناص آرش المضاد للمروحيات والمدرعات والأفراد

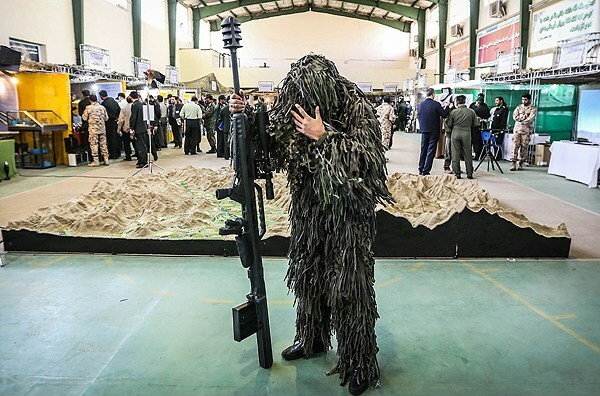
قناص آرش المضاد للمروحيات بأحد معارض الحرس الثوري المخصصة للمعدات العسكرية الجديدة سنة 2014م